# Estrelada
L'estrelada és una bandera del País Valencià que evolucionà a partir de la senyera coronada valenciana per paral·lelisme amb l'estelada de Catalunya. L'estrelada d'estrela blanca és utilitzada per diferents grups valencianistes des de principis del segle xx, sent el primer testimoni d'ús un acte d'Acció Nacionalista Valenciana als anys 30. El partit tenia una gran estrelada que hissava al balcó de la seua entitat en dates determinades.
El document gràfic més antic conservat amb una estrelada d'estrella blanca és una fotografia d'una concentració en favor de l'Estatut Valencià a Alzira, el 27 de setembre de 1932 i el d'una estrelada d'estrela roja és a un cartell de guerra d'Esquerra Valenciana, el realitzat per Lluís Dubón.
En l'actualitat és utilitzada bàsicament per alguns grups del nacionalisme valencià, però també alguns del regionalisme valencià afins al blaverisme. També rep el nom d'estrelada la bandera que simbolitza la lluita per la independència de la nació aragonesa.